# جيمس غان (سياسي أمريكي)
جيمس غان (بالإنجليزية: James Gunn) هو سياسي أمريكي، ولد في 6 مارس 1843 في مقاطعة فيرماناغ في المملكة المتحدة، وتوفي في 5 نوفمبر 1911 في بويسي في الولايات المتحدة. حزبياً، نشط في حزب الشعب. وقد انتخب عضو مجلس ولاية أيداهو وانتخب عضو مجلس النواب الأمريكي عن دائرة Idaho's at-large congressional district ‏ (4 مارس 1897 – 3 مارس 1899).